# 百度翻译
百度翻译是一项由百度所提供的翻译文段及网页的服务。
2015年，百度翻译获得了中國国家科技进步二等奖，百度也成为首个获此殊荣的互联网企业。

## 翻译语言
目前百度翻译支持翻译203种语言(若將克罗地亚语、黑山语、波斯尼亚语和塞尔维亚语拉丁字母与西里尔字母视为塞尔维亚-克罗地亚语的方言变体，中文繁體与簡體和文言、粤语视为汉语的方言变体，突尼斯阿拉伯语与阿尔及利亚阿拉伯语视为阿拉伯语的方言变体，加拿大法语和巴西葡萄牙语分别視為法语和葡萄牙语的方言变体，則為191種"語言")。

### A（按汉语拼音字母顺序）
- 阿拉伯语
- 爱沙尼亚语
- 阿塞拜疆语
- 阿尔巴尼亚语
- 爱尔兰语
- 阿姆哈拉语
- 阿萨姆语
- 奥里亚语
- 阿尔及利亚阿拉伯语
- 阿肯语
- 阿拉贡语
- 阿斯图里亚斯语
- 艾马拉语
- 奥杰布瓦语
- 奥克语
- 奥罗莫语
- 奥塞梯语

### B
- 波兰语
- 保加利亚语
- 波斯语
- 白俄罗斯语
- 波斯尼亚语
- 巴斯克语
- 冰岛语
- 北索托语
- 比斯拉马语
- 巴什基尔语
- 巴西葡萄牙语
- 柏柏尔语
- 邦板牙语
- 北方萨米语
- 本巴语
- 比林语
- 俾路支语
- 博杰普尔语
- 布列塔尼语

### C
- 聪加语
- 楚瓦什语

### D
- 德语
- 丹麦语
- 迪维希语
- 德顿语
- 鞑靼语
- 低地德语

### E
- 俄语

### F
- 法语
- 芬兰语
- 菲律宾语
- 富拉尼语
- 法罗语
- 梵语
- 弗留利语

### G
- 高棉语
- 格鲁吉亚语
- 古吉拉特语
- 刚果语
- 瓜拉尼语
- 格陵兰语
- 盖尔语
- 高地索布语
- 古希腊语
- 古英语

### H
- 朝鲜语
- 荷兰语
- 哈萨克语
- 黑山语
- 豪萨语
- 海地语
- 哈卡钦语（英语：Hakha Chin language）
- 胡帕语(tzm)

### J
- 捷克语
- 加泰罗尼亚语
- 加利西亚语
- 吉尔吉斯语
- 加拿大法语

### K
- 克罗地亚语
- 卡纳达语
- 科萨语
- 科西嘉语
- 库尔德语
- 孔卡尼语
- 克什米尔语
- 卡拜尔语
- 卡努里语
- 卡舒比语
- 康瓦尔语
- 克里克语
- 克里米亚鞑靼语
- 克林贡语
- 克丘亚语

### L
- 罗马尼亚语
- 老挝语
- 拉丁语
- 立陶宛语
- 拉脱维亚语
- 卢森堡语
- 林加拉语
- 罗曼什语
- 拉特加莱语
- 林堡语
- 卢干达语
- 卢森尼亚语
- 卢旺达语
- 罗姆语
- 逻辑语

### M
- 缅甸语
- 马来语
- 苗语
- 孟加拉语
- 马其顿语
- 马拉地语
- 马拉雅拉姆语
- 马耳他语
- 毛利语
- 马拉加斯语
- 迈蒂利语
- 马绍尔语
- 曼克斯语
- 毛里求斯克里奥尔语

### N
- 挪威语
- 尼泊尔语
- 南非荷兰语
- 南索托语
- 南恩德贝莱语
- 那不勒斯语

### P
- 葡萄牙语
- 普什图语
- 旁遮普语
- 帕皮阿门托语

### Q
- 齐切瓦语
- 契维语
- 切罗基语

### R
- 日语
- 瑞典语

### S
- 斯洛文尼亚语
- 斯洛伐克语
- 僧伽罗语
- 塞尔维亚语(拉丁文)
- 塞尔维亚语(西里尔文)
- 斯瓦希里语
- 索马里语
- 萨摩亚语
- 世界语
- 苏格兰语
- 萨丁尼亚语
- 塞尔维亚-克罗地亚语
- 掸语
- 桑海语
- 书面挪威语
- 宿务语

### T
- 泰语
- 土耳其语
- 泰米尔语
- 土库曼语
- 塔吉克语
- 泰卢固语
- 他加禄语
- 提格利尼亚语
- 突尼斯阿拉伯语

### W
- 乌克兰语
- 乌尔都语
- 乌兹别克语
- 威尔士语
- 沃洛夫语
- 文达语
- 瓦隆语

### X
- 西班牙语
- 匈牙利语
- 希腊语
- 希伯来语
- 信德语
- 修纳语
- 夏威夷语
- 叙利亚语
- 巽他语
- 西非书面语
- 西弗里斯兰语
- 西里西亚语
- 希利盖农语
- 下索布语
- 新挪威语

### Y
- 英语
- 越南语
- 意大利语
- 印尼语
- 印地语
- 亚美尼亚语
- 约鲁巴语
- 伊博语
- 意第绪语
- 亚齐语
- 伊多语
- 伊努克提图特语
- 因特语
- 印古什语

### Z
- 中文(简体)，普通话。
- 中文(繁体)，普通话，无朗读服务。[哪個／哪些？]
- 中文(粤语)，简体。
- 中文(文言文)，无朗读服务。
- 祖鲁语
- 爪哇语
- 扎扎其语
- 中古法语

### 有朗读服务的语言

#### 人声朗读
男声
- 阿拉伯语

女声
- 朝鲜语
- 德语
- 俄语
- 法语
- 葡萄牙语
- 日语
- 泰语
- 西班牙语
- 英语
- 中文（普通话，简体）
- 中文（粤语，简体），经常出现简单词汇朗读错误。

## 准确度
百度翻译仍有许多语言的翻译服务并不完整，部分语言出现高频率的翻译错误，甚至无法翻译简单词汇，而沦为翻译语种的充数工具。

## 审查
2022年大翻譯運動开始，百度翻译会对用户输入的文本进行审查，若存在敏感词则不会显示翻译结果。